# Helge-Björn Meyer
Helge-Björn Meyer (* 1968) ist ein deutscher Dramaturg.
Meyer studierte Theaterwissenschaften und Philosophie an der Universität Leipzig. Am Theater Magdeburg arbeitete er von 2004 bis 2006 als Tanz- und Musiktheaterdramaturg. Von 2001 bis 2004 war er als Schauspieldramaturg am  Theater Bremen tätig. Als Gastdramaturg wirkte er u. a. am Maxim-Gorki-Theater Berlin, am Schauspiel Leipzig, am Deutschen Nationaltheater Weimar, am Theaterhaus Stuttgart, am Stadttheater Bozen, für die Biennale di Venezia sowie am Theatro Municipal do Rio de Janeiro. Seit 2009 ist er als dramaturgischer Berater für Tanz an der Oper Graz tätig. Außerdem wirkte Meyer als Dramaturg beim deutschen Spielfilm "Bedways" (2010 / Regie: RP Kahl) mit. 2009 zeichnete er für das Hörbuch "Sexus" (nach Henry Miller) verantwortlich.